# Карташов, Анатолий Яковлевич
Анато́лий Я́ковлевич Карташо́в (25 августа 1932, Первое Садовое, Центрально-Чернозёмная область — 11 декабря 2005, Киев) — советский лётчик-истребитель, член первого отряда космонавтов СССР.

## Биография
Родился 25 августа 1932 года. После 7 классов средней школы поступил в Воронежский авиационный техникум, который окончил в 1952 году по специальности «техник-механик авиамоторостроения»; одновременно в Воронежском аэроклубе получил право пилотирования самолёта.
С 15 октября 1952 года — в рядах ВС СССР (призван Смоленским РВК Воронежа). В 1954 году окончил Чугуевское военное авиационное училище лётчиков. Служил лётчиком (с 1957 года — старшим лётчиком) 722-го истребительного авиационного полка 26-й истребительной авиационной дивизии (22-я воздушная армия, Северный военный округ).
В 1960 году был отобран для подготовки к космическому полёту и после медицинского обследования в 7 ЦВНИАГ (Москва) зачислен слушателем-космонавтом в первый отряд советских космонавтов. Проходил подготовку к космическому полёту на корабле «Восток», был отобран в группу шести космонавтов, готовившихся к первому полёту.
16 июля 1960 года после одной из тренировок на центрифуге (перегрузка 12 g) на его спине были обнаружены мелкие кровоизлияния (петехии), в связи с чем был направлен на дополнительное обследование в ЦВНИАГ, затем продолжил подготовку к полёту. В начале апреля 1961 года его имени не оказалось в списке второй группы слушателей-космонавтов, представленной к сдаче экзаменов. Подал рапорт на отчисление из отряда, несмотря на отговоры коллег; 7 апреля 1961 года приказом Главкома ВВС № 462 был отчислен из отряда космонавтов по болезни.
С мая 1961 по май 1962 года служил лётчиком-испытателем военного представительства № 71 МО СССР. С июля 1962 служил лётчиком смешанной испытательной авиаэскадрильи воздухоплавательного НИЦ ВВС; с 1963 года — лётчиком смешанной учебной тренировочной эскадрильи 839-го отдельного учебно-тренировочного авиационного полка ВВС (самолёты Ил-14 и Ан-2; Уссурийск); с 1964 — лётчиком авиазвена транспортных самолётов и вертолётов 839-й бомбардировочной авиационной эскадрильи отдельного учебно-тренировочного авиационного полка ВВС.
С 17 августа 1966 года служил старшим лётчиком-испытателем военных представительств МО СССР:
- № 2491 (Долгопрудный, Московская область),
- с 23.8.1968 — № 2230 (Арсеньев, Приморский край; самолёты Ан-2 и Ан-14а),
- с 19.8.1975 — № 610 1-го управления начальника вооружения ВВС (Киев)[2].

28 марта 1985 года уволен в запас в звании полковника.
С 1985 года работал лётчиком-испытателем в КБ им. О. К. Антонова (Киев; самолёты Ан-24, Ан-26, Ан-32, Ан-30).
Умер 11 декабря 2005 года в Киеве после тяжёлой продолжительной болезни; похоронен на Берковецком кладбище Киева.

### Семья
Отец — Яков Прокофьевич Карташов (1905—1942), в 1941 году был арестован органами НКВД как сын кулака и репрессирован.
Мать — Ефросинья Тимофеевна Карташова (1919 — ?).
Жена — Юлия Сергеевна Карташова (р. 1939). Дети:
- Людмила (в замужестве Костина; р. в марте 1960), экономист;
- Светлана (в замужестве Зимогляд; р. 1967), портниха[2].

## Награды
- орден Красной Звезды (17 июня 1961) — за участие в подготовке первого пилотируемого полета человека в космос
- восемь медалей[2].